# Zoquitlán Viejo
Zoquitlán Viejo är en ort i Mexiko.   Den ligger i kommunen Ixtaczoquitlán och delstaten Veracruz, i den sydöstra delen av landet, 230 km öster om huvudstaden Mexico City. Zoquitlán Viejo ligger 1 131 meter över havet och antalet invånare är 653.
Terrängen runt Zoquitlán Viejo är kuperad åt nordost, men åt sydväst är den bergig. Runt Zoquitlán Viejo är det ganska tätbefolkat, med 166 invånare per kvadratkilometer. Närmaste större samhälle är Córdoba, 14,4 km öster om Zoquitlán Viejo. I omgivningarna runt Zoquitlán Viejo växer i huvudsak städsegrön lövskog.